# Cotoneaster lambertii
Cotoneaster lambertii är en rosväxtart som beskrevs av Gerhard Klotz. Cotoneaster lambertii ingår i släktet oxbär, och familjen rosväxter. Inga underarter finns listade i Catalogue of Life.